# Geleitzug HX 126
Der Geleitzug HX 126 war ein alliierter Geleitzug der HX-Geleitzugserie zur Versorgung Großbritanniens im Zweiten Weltkrieg. Er fuhr am 10. Mai 1941 in Halifax ab und traf am 28. Mai in Liverpool ein. Die Alliierten verloren durch deutsche U-Boote neun Frachtschiffe mit 54.451 BRT, während es auf deutscher Seite keine Verluste gab. Damit war der HX 126 einer der verlustreichsten HX-Geleitzüge.

## Zusammensetzung und Sicherung

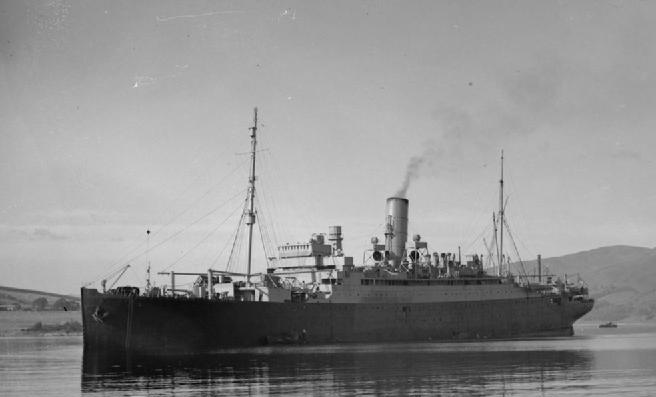
Hilfskreuzer Aurania

Der Geleitzug HX 126 setzte sich aus 37 Frachtschiffen zusammen. Am 10. Mai 1941 verließen sie das kanadische Halifax (Lage) in Richtung Liverpool (Lage). Kommodore des Konvois war Rear Admiral F B Watson, der sich auf der Hindustan eingeschifft hatte. Vom Auslaufen bis zum 20. Mai sicherte lediglich der britische Hilfskreuzer Aurania und das U-Boot Tribune den Konvoi. Ab 20. Mai übernahm zusätzlich eine lokale Eskorte, bestehend aus den britischen Zerstörern Burnham und Burwell, dem Flottillenführer Malcom, den Korvetten Arabis, Heliotrope und Mallow, sowie der Sloop Verbena die Sicherung. Weitere Sicherungsschiffe folgten in den nächsten Tagen.
| Name              | Flagge                 | Vermessung in BRT | Verbleib                             |
| ----------------- | ---------------------- | ----------------- | ------------------------------------ |
| Athelprincess     | Vereinigtes Königreich | 8.882             |                                      |
| Barnby            | Vereinigtes Königreich | 4.813             | am 22. Mai von U 111 versenkt (Lage) |
| Baron Carnegie    | Vereinigtes Königreich | 3.178             |                                      |
| Bente Maersk      | Vereinigtes Königreich | 5.722             |                                      |
| British Freedom   | Vereinigtes Königreich | 6.985             |                                      |
| British Security  | Vereinigtes Königreich | 8.470             | am 20. Mai von U 556 versenkt (Lage) |
| British Splendour | Vereinigtes Königreich | 7.138             |                                      |
| Cockaponset       | Vereinigtes Königreich | 5.995             | am 20. Mai von U 556 versenkt (Lage) |
| Darlington Court  | Vereinigtes Königreich | 4.974             | am 20. Mai von U 556 versenkt (Lage) |
| Dorelian          | Vereinigtes Königreich | 6.431             |                                      |
| Eemland           | Niederlande            | 4.188             |                                      |
| Elusa             | Niederlande            | 6.235             | am 21. Mai von U 93 versenkt (Lage)  |
| Empire Kudu       | Vereinigtes Königreich | 6.622             |                                      |
| Gretavale         | Vereinigtes Königreich | 4.586             |                                      |
| Hada County       | Norwegen               | 4.853             |                                      |
| Harpagus          | Vereinigtes Königreich | 5.173             | am 20. Mai von U 109 versenkt (Lage) |
| Havsten           | Norwegen               | 6.161             |                                      |
| Hindustan         | Vereinigtes Königreich | 5.245             |                                      |
| John Pedersen     | Norwegen               | 6.128             | am 20. Mai von U 94 versenkt (Lage)  |
| Karabagh          | Vereinigtes Königreich | 6.427             |                                      |
| Marconi           | Vereinigtes Königreich | 7.402             | am 21. Mai von U 98 versenkt (Lage)  |
| Morgenen          | Norwegen               | 7.093             |                                      |
| Nicoya            | Vereinigtes Königreich | 5.364             |                                      |
| Norman Monarch    | Vereinigtes Königreich | 4.718             | am 20. Mai von U 94 versenkt (Lage)  |
| Regent Panther    | Vereinigtes Königreich | 9.556             |                                      |
| Ribera            | Vereinigtes Königreich | 5.559             |                                      |
| Rosewood          | Vereinigtes Königreich | 5.989             |                                      |
| Rothermere        | Vereinigtes Königreich | 5.356             | am 20. Mai von U 98 versenkt (Lage)  |
| Salando           | Niederlande            | 5.272             |                                      |
| Tongariro         | Vereinigtes Königreich | 8.720             |                                      |
| Toward            | Vereinigtes Königreich | 1.571             |                                      |
| Westport          | Vereinigtes Königreich | 5.665             |                                      |
| Winona County     | Vereinigtes Königreich | 6.159             |                                      |

## Verlauf
Am späten Nachmittag des 19. Mai sichtete das deutsche U-Boot U 94 den Konvoi, der zu diesem Zeitpunkt nur durch den britischen Hilfskreuzer Aurania und das britische U-Boot Tribune gesichert wurde. Nachdem aufgrund der Peilsignale von U 94 weitere deutsche U-Boote den Geleitzug erreicht hatten, griff U 94 am 20. Mai die Norman Monarch (4.718 BRT), die mit Getreide beladen war, an und versenkte sie. Alle 48 Crewmitglieder konnten gerettet werden. Nachdem die Fühlung zum Konvoi kurzzeitig verloren gegangen war, fand U 556 ihn gegen Mittag wieder und versenkte die Darlington Court (4.974 BRT) mit einer Weizenladung, den Tanker British Security (8.470 BRT) mit einer Benzinladung und die Cockaponset (5.995 BRT) mit einer Stahlladung. Dabei ließ die gesamte 53-köpfige Besatzung des Tankers ihr Leben, während von der Darlington Court 12 von 37 und bei der Cockapenset die gesamte Crew gerettet werden konnte. Am Abend des 20. Mai waren U 94, U 98, U 109 und U 111 herangekommen und griffen ebenfalls an. U 98 versenkte den Frachter Rothermere (5.356), unter Verlust von 22 Seemännern, der mit einer Ladung Stahl und Papier unterwegs war. U 94 torpedierte den norwegischen Tanker John Pedersen (6128 BRT), der zusätzlich zu seiner Ladung von Treibstoff und Erdöl 22 Besatzungsangehörige mit in die Tiefe nahm. U 109 traf und versenkte den Frachter Harpagus (5.173 BRT) der Weizen geladen hatte. Von den 90 Männern an Bord (davon 48 Gerettete der Norman Monarch)  überlebten 58 die Versenkung nicht. In den frühen Morgenstunden des 21. Mai versenkte U 98 noch den britischen Frachter Marconi (7.402 BRT) und U 93 den niederländischen Tanker Elusa (6.235). Inzwischen hatten mehrere britische Sicherungsfahrzeuge den Konvoi erreicht. Bis zum 22. Mai kamen noch die U-Boote U 46, U 66, U 74, U 94 und U 557 an den inzwischen zerstreuten Geleitzug heran. U 111 gelang es noch, die britische Barnby (4.813 BRT) mit einer Ladung Mehl zu versenken. Bis auf einen wurde die gesamte Crew gerettet. Danach riss die Fühlung der U-Boote zum Geleitzug ab. Am 28. Mai traf der Konvoi in Liverpool ein. Insgesamt wurden neun Schiffe mit 54.451 BRT versenkt.